# Écoyeux
Écoyeux ist eine westfranzösische Gemeinde mit 1.380 Einwohnern (Stand: 1. Januar 2022) im Département Charente-Maritime in der Region Nouvelle-Aquitaine. Sie gehört zum Arrondissement Saintes und ist Mitglied im Gemeindeverband Saintes - Grandes Rives - L’Agglo. Die Einwohner werden Écoziliens und Écoziliennes genannt.
Der Ort liegt auf einer Nebenstrecke des Pilgerwegs (Via Turonensis) nach Santiago de Compostela. Die alte Römerstraße (heutige Departementsstraße 129) von Mediolanum Santonum (Saintes) nach Limonum (Poitiers) über Aunedonnacum (Aulnay) durchquerte das Gebiet der heutigen Gemeinde.

## Geografie

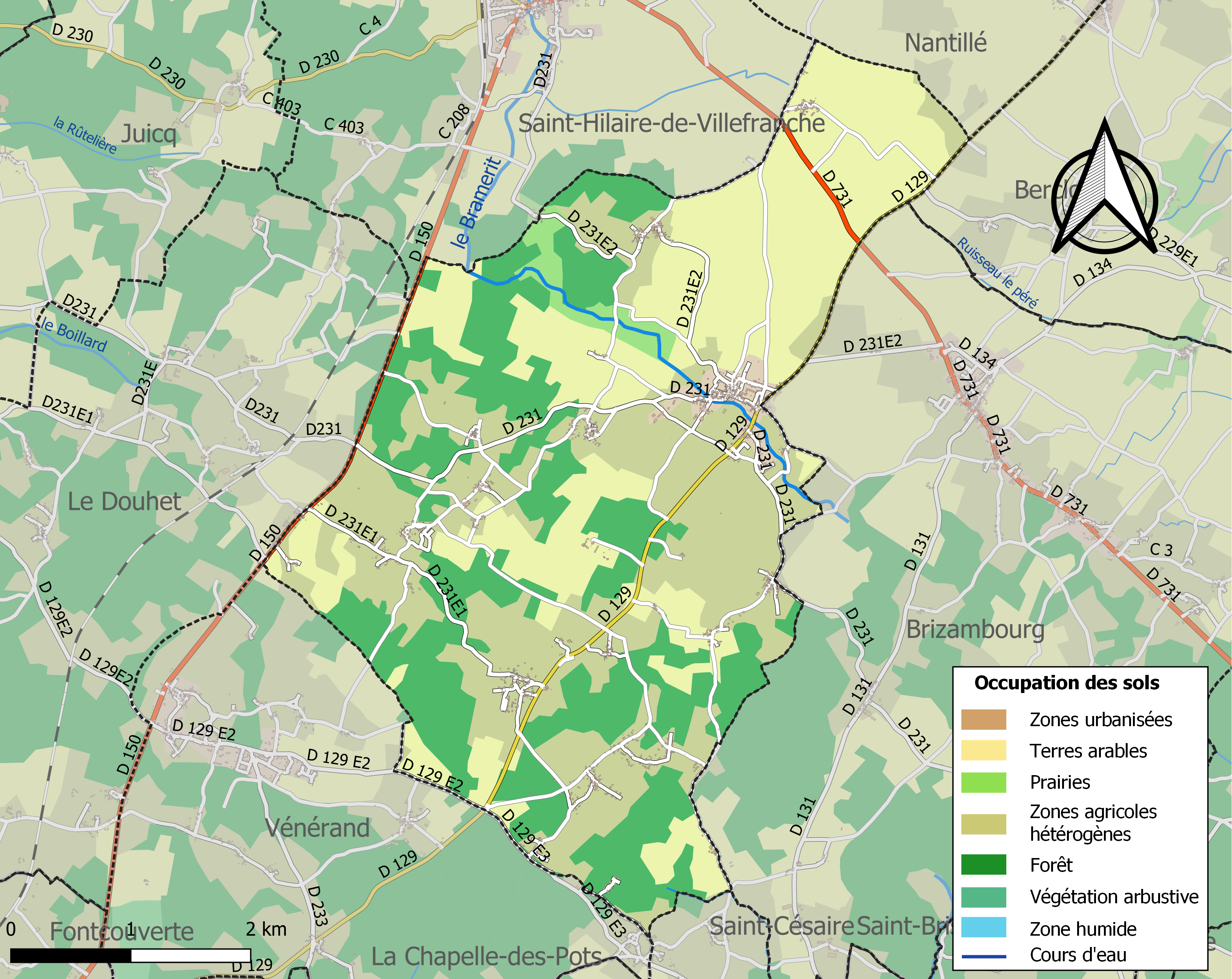
Bodennutzung, Hydrografie und Infrastruktur der Gemeinde (2018)

Écoyeux liegt in der ehemaligen Provinz Saintonge, etwa 13 Kilometer nordöstlich von Saintes. Das Gemeindegebiet befindet sich im Einzugsgebiet der Charente. Es wird von einem ihrer Nebenflüsse, dem zeitweise trockenfallende Bramerit bewässert. Über 70 % der Fläche der Gemeinde werden landwirtschaftlich genutzt, 28 % sind bewaldet.
Umgeben wird Écoyeux von den sieben Nachbargemeinden:
| Saint-Hilaire-de-Villefranche | Nantillé                                    | Bercloux    |
| Le Douhet                     | Kompassrose, die auf Nachbargemeinden zeigt | Brizambourg |
| Vénérand                      | Saint-Césaire                               |             |

## Geschichte
Écoyeux verdankt seinen Namen einer gallorömischen Villa in Million, die „Escoïus“ hieß. Das Gebiet der Gemeinde war schon sehr früh besiedelt, wie die im Weiler Chez Barré gefundenen Werkzeuge und Fragmente neolithischer Äxte belegen. In Écoyeux sind außerdem die Überreste einer Römerstraße und eines Aquädukts aus dem 2. Jahrhundert erhalten.
Im Mittelalter machten hier Pilger nach Santiago de Compostela Halt, nachdem sie den Wald von Aulnay durchquert hatten. Davon zeugt die imposante romanische Kirche Saint-Vivien aus dem 12. Jahrhundert. In der Nähe befindet sich das Château d'Ecoyeux, das vom 14. bis 16. Jahrhundert nacheinander der Familie Polignac und der Familie Goulbenèze gehörte. Während der Renaissance war Écoyeux ein wichtiges Zentrum für die Herstellung von Keramik. Im 17. Jahrhundert gab es in der Gemeinde 220 Haushalte mit Bergbau, einem Getreidemarkt, einem Krankenhaus und drei Herbergen. Im Jahr 1652 starben 132 Einwohner an einer Pestepidemie; einige Familien wanderten danach nach Québec aus.
Im 18. Jahrhundert war das Dorf das Zentrum eines wichtigen Getreidemarktes. Anschließend spielte die Milchwirtschaft eine wichtige wirtschaftliche Rolle in der Region. Im Jahre 1881 beschrieb der Abbé Braud Kirche und Sakristei als ebenso heruntergekommen wie die geistig-religiöse Verfassung der Bevölkerung.

## Bevölkerungsentwicklung
| Écoyeux: Einwohnerzahlen von 1793 bis 2020                                                                                 | Écoyeux: Einwohnerzahlen von 1793 bis 2020 | Écoyeux: Einwohnerzahlen von 1793 bis 2020 | Écoyeux: Einwohnerzahlen von 1793 bis 2020 | Écoyeux: Einwohnerzahlen von 1793 bis 2020 |
| --- | ------------------------------------------ | ------------------------------------------ | ------------------------------------------ | ------------------------------------------ |
| Jahr |                                            |                                            |                                            | Einwohner                                  |
| 1793 | 1793                                       |                                            | 1.263                                      | 1.263                                      |
| 1800 | 1800                                       |                                            | 1.309                                      | 1.309                                      |
| 1806 | 1806                                       |                                            | 1.335                                      | 1.335                                      |
| 1821 | 1821                                       |                                            | 1.457                                      | 1.457                                      |
| 1831 | 1831                                       |                                            | 1.529                                      | 1.529                                      |
| 1836 | 1836                                       |                                            | 1.523                                      | 1.523                                      |
| 1841 | 1841                                       |                                            | 1.477                                      | 1.477                                      |
| 1846 | 1846                                       |                                            | 1.507                                      | 1.507                                      |
| 1851 | 1851                                       |                                            | 1.419                                      | 1.419                                      |
| 1856 | 1856                                       |                                            | 1.351                                      | 1.351                                      |
| 1861 | 1861                                       |                                            | 1.328                                      | 1.328                                      |
| 1866 | 1866                                       |                                            | 1.292                                      | 1.292                                      |
| 1872 | 1872                                       |                                            | 1.200                                      | 1.200                                      |
| 1876 | 1876                                       |                                            | 1.140                                      | 1.140                                      |
| 1881 | 1881                                       |                                            | 1.144                                      | 1.144                                      |
| 1886 | 1886                                       |                                            | 1.016                                      | 1.016                                      |
| 1891 | 1891                                       |                                            | 980                                        | 980                                        |
| 1896 | 1896                                       |                                            | 905                                        | 905                                        |
| 1901 | 1901                                       |                                            | 902                                        | 902                                        |
| 1906 | 1906                                       |                                            | 938                                        | 938                                        |
| 1911 | 1911                                       |                                            | 887                                        | 887                                        |
| 1921 | 1921                                       |                                            | 818                                        | 818                                        |
| 1926 | 1926                                       |                                            | 814                                        | 814                                        |
| 1931 | 1931                                       |                                            | 780                                        | 780                                        |
| 1936 | 1936                                       |                                            | 764                                        | 764                                        |
| 1946 | 1946                                       |                                            | 778                                        | 778                                        |
| 1954 | 1954                                       |                                            | 717                                        | 717                                        |
| 1962 | 1962                                       |                                            | 687                                        | 687                                        |
| 1968 | 1968                                       |                                            | 650                                        | 650                                        |
| 1975 | 1975                                       |                                            | 623                                        | 623                                        |
| 1982 | 1982                                       |                                            | 685                                        | 685                                        |
| 1990 | 1990                                       |                                            | 804                                        | 804                                        |
| 1999 | 1999                                       |                                            | 940                                        | 940                                        |
| 2006 | 2006                                       |                                            | 1.126                                      | 1.126                                      |
| 2013 | 2013                                       |                                            | 1.306                                      | 1.306                                      |
| 2020 | 2020                                       |                                            | 1.386                                      | 1.386                                      |
| Quelle(n): EHESS/Cassini bis 1999, INSEE ab 2006 Anmerkung(en): Ab 1962 offizielle Zahlen ohne Einwohner mit Zweitwohnsitz |                                            |                                            |                                            |                                            |

Im 19. Jahrhundert stieg die Einwohnerzahl der Gemeinde von etwa 1300 auf zeitweise über 1500 Personen an. Infolge des Verlustes an Arbeitsplätzen durch die Reblauskrise und die Mechanisierung der Landwirtschaft sank die Einwohnerzahl bis auf die Tiefststände der 1960er bis 1980er Jahre ab.

## Sehenswürdigkeiten

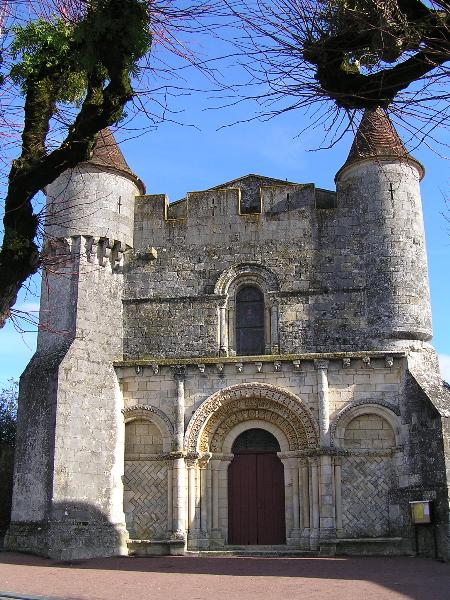
Kirche Saint-Vivien

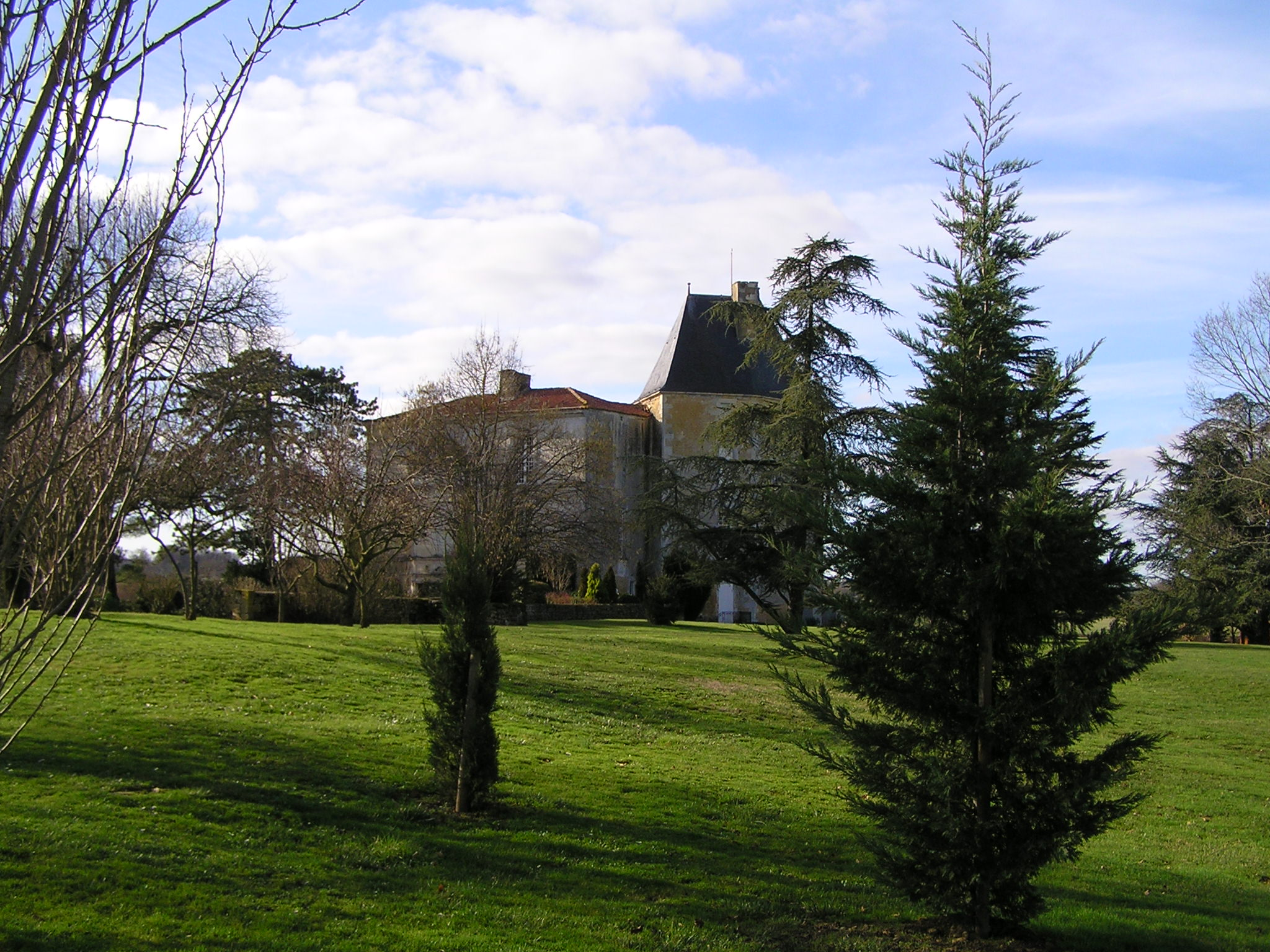
Château d’Écoyeux

Siehe auch: Liste der Monuments historiques in Écoyeux
- Die einschiffige Kirche Saint-Vivien, ein romanisch anmutender, aber erst im 15. Jahrhundert in seine heutige Form gebrachter Bau, ist eine Wehrkirche, die den Bürgern des Ortes, aber auch den Santiago-Pilgern Schutz vor marodierenden Räuberbanden bot, die nach dem Ende des Hundertjährigen Krieges (1337–1453) arbeitslos wurden und die Gegend unsicher machten. Oft waren es ehemalige Söldner, die sich auf nichts anderes verstanden, als Gewalt anzuwenden, zu plündern und zu morden. Manche Dörfer reagierten darauf durch den Bau von Wehrkirchen. Die romanische Apsis ist durch massive Strebepfeiler bzw. Halbsäulenvorlagen gegliedert. Unterhalb der Dachtraufe findet sich eine – bei vielen Kirchen in der Saintonge anzutreffende – Blendarkadengliederung. Die Westfassade, deren seitliche Türme die Fassadengliederung teilweise überschneiden, ist im Erdgeschoss dreigliedrig gestaltet: ein tympanonloses Mittelportal sowie zwei kleinere seitliche Blendportale mit ihrem schönen Mauerwerk aus schräggestellten Steinen ergeben zusammen das antike Triumphbogenmotiv. Die Archivolten des Mittelportals sind mit abstrakt-vegetabilischen Motiven geschmückt. Darüber entstand eine dekorlose und durch eine – im 19. Jahrhundert phantasievoll ergänzte – Zinnenwehr optisch verstärkte burgartige Architektur. Das einschiffige Innere der Kirche ist ausgesprochen schlicht gehalten. Die Kirche wurde im Jahr 1907 als Monument historique klassifiziert.[8]
- Der auch als 'Alte Burg' (château vieux) bezeichnete Baukomplex mit einem schönen oktogonalen Treppenturm aus der Zeit der Renaissance dient heute als Bürgermeisteramt (Mairie).
- Das Château d’Écoyeux oder Château de Polignac,[9] ein Herrensitz aus dem 16. Jahrhundert mit einem Turm aus dem 14. Jahrhundert, der jedoch nur in Teilen vollendet und von seinen Eigentümern nie bewohnt wurde, befindet sich in Privatbesitz. Fassaden und Dächer sind seit 1971 als Monument historique eingeschrieben.[10]

## Wirtschaft
Écuyeux diente bereits im Mittelalter den umliegenden Dörfern als Handels- und Handwerkszentrum. Im Jahr 1500 erhielt der Ort das Recht dreimal jährlich eine überregionale Messe zu veranstalten. Landwirtschaft und Weinbau bestimmen seit Jahrhunderten das Wirtschaftsleben des Ortes; obwohl der Ort zu den Fins Bois des Weinbaugebiets Cognac gehört, wird die überwiegende Menge der hier gekelterten Trauben zu Wein verarbeitet, der über die Appellationen Charentais und Pineau des Charentes vermarktet wird. Seit den 1980er Jahren ist der Tourismus in Form der Vermietung von Ferienwohnungen als Einnahmequelle hinzugekommen.

## Verkehr
Die Departementsstraße 731, die ehemalige Route nationale 731, durchquert die Gemeinde von Nordwest nach Südost und verbindet sie mit Saint-Hilaire-de-Villefranche im Nordwesten und mit Cognac über Brizambourg im Südosten. Die Departementsstraße 129 führt auf der Trasse der früheren Römerstraße in südwestlicher Richtung nach Saintes über Fontcouverte, in nördlicher Richtung nach Aulnay über Nantillé. Die Departementsstraße 150, die ehemalige Route nationale 150, verläuft im Westen zwischen Saint-Jean-d’Angély und Saintes an der Grenze zur Nachbargemeinde Le Douhet entlang.